# Вулканы Кореи
Ниже представлен список действующих и потухших вулканов Кореи.
| Название | Высота | Координаты                 | Последнее извержение |
| -------- | ------ | -------------------------- | -------------------- |
| Пэктусан | 2744 м | 41°59′ с. ш. 128°05′ в. д. | 1903                 |
| Чхугарён | 752 м  | 38°20′ с. ш. 127°20′ в. д. | Голоцен              |
| Халласан | 1947 м | 33°22′ с. ш. 126°32′ в. д. | 1007                 |
| Уллындо  | 984 м  | 37°30′ с. ш. 130°52′ в. д. | 7350 BC              |